# ارشد محمود (ورزشکار)
ارشد محمود (انگلیسی: Arshad Mahmood؛ زادهٔ ۱ november ۱۹۴۷ (۷۷ سال)) ورزشکار هاکی روی چمن اهل پاکستان است.
وی در مسابقات کشوری و بین‌المللی در مجموع برندهٔ ۱ مدال برنز شده‌است.